# 콰이어트 아메리칸 (1958년 영화)
콰이어트 아메리칸(The Quiet American)은 미국에서 제작된 조셉 L. 맨키위즈 감독의 1958년 드라마, 멜로/로맨스, 스릴러 영화이다. 오디 머피 등이 주연으로 출연하였다.

## 출연

### 주연
- 오디 머피
- 마이클 레드그레이브

### 조연
- 클로드 다우핀
- 조지아 몰
- 브루스 가보
- 프레드 새도프
- 케리머
- 리처드 루
- 조지스 브레햇
- 요코 타니

## 제작진
- 원작자: 그레이엄 그린